# Tsengel Chairchan
Der Tsengel Chairchan (mongolisch Цэнгэл хайрхан, englisch Tsengel Khairkhan, deutsch  „Freudes Heiliger Berg“) ist ein 3943 m hoher Berg in der Mongolei. Er liegt im Westen des Landes im Altai-Gebirge.

## Geographie
Der Tsengel Chairchan gehört administrativ zum Bajan-Ölgii-Aimag. Er erhebt sich östlich des Tavan-Bogd-Nationalparks und östlich beziehungsweise nördlich der Seen Churgan Nuur (Khurgan Lake, Хурган Нуур) und Dajan Nuur (Dayan Lake - Даян Нуур), deren Wasser auch aus den Gletschern am Berg gespeist werden. Direkt am Westfuß des Berges liegt der kleinere Char Nuur.
Am Osthang entspringt der Fluss Hurimt Gol und Quellflüsse des Khöltsöötiin Gol.

## Natur
Das Bergmassiv besteht aus Sedimentgesteinen. Es herrscht Hochgebirgsvegetation vor.